# Rikscentralen för bekämpning av homosexualitet och abort

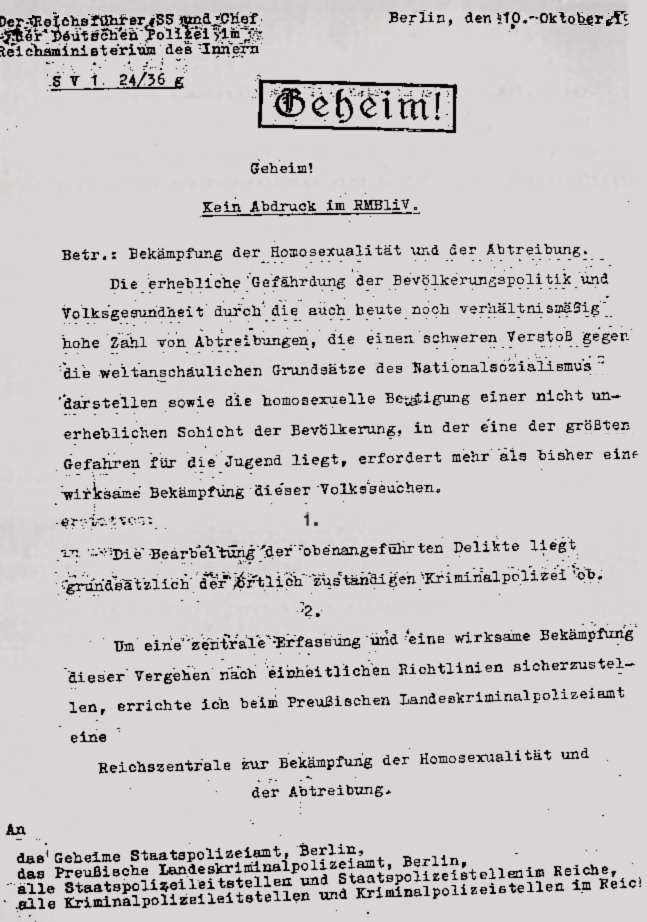
Heinrich Himmlers hemliga dekret av den 10 oktober 1936.

Rikscentralen för bekämpning av homosexualitet och abort, tyska Reichszentrale zur Bekämpfung der Homosexualität und der Abtreibung, var en avdelning inom Reichskriminalpolizeiamt i Nazityskland vilken samordnade förföljelsen av homosexuella och bekämpningen av abort. 

## Historik
Rikscentralen skapades den 10 oktober 1936 genom ett särskilt dekret av Reichsführer-SS Heinrich Himmler. Dess huvuduppdrag var att kartlägga och registrera homosexuella i Tyskland. Rikscentralen samlade in uppgifter om omkring 100 000 personer. Dessa dokument förstördes i krigsslutet 1945. Josef Meisinger var chef för Rikscentralen från 1936 till 1938 och efterträddes av Erich Jacob. I juli 1943 utsågs psykiatern Carl-Heinz Rodenberg till avdelningens vetenskapliga ledare. Gestapo fabricerade homosexanklagelser mot Werner von Fritsch för att Adolf Hitler skulle kunna avskeda honom som överbefälhavare för tyska armén 1938.